# Sleepless in Seattle
Sleepless in Seattle  (Algo para recordar en España, Sintonía de amor en Hispanoamérica) es una película estadounidense de 1993, dirigida por Nora Ephron y protagonizada por Tom Hanks y Meg Ryan. Forma parte del AFI's 10 Top 10 en la categoría «Comedia romántica».

## Sinopsis
Annie, una joven periodista de Baltimore a punto de casarse, decide investigar quién es el hombre -viudo y con un hijo- que abrió su corazón en un consultorio sentimental radiofónico que ella escucha todas las noches. Obsesionada, viaja hasta Seattle en complicidad con su jefa para conocer al dueño de la voz que hizo tambalear sus deseos de matrimonio, haciendo que esta increíble historia que empezó a través de la radio se convierta para Annie en una antigua película que ella adora (An Affair to Remember).

## Reparto
- Tom Hanks como Sam Baldwin
- Meg Ryan comoAnnie Reed
- Bill Pullman como Walter
- Ross Malinger como Jonah Baldwin
- Rosie O'Donnell como Becky
- Gaby Hoffmann como Jessica
- Victor Garber como Greg
- Rita Wilson como Suzy
- Barbara Garrick como Victoria
- Carey Lowell como Maggie Abbott Baldwin
- David Hyde Pierce como Dennis Reed
- Dana Ivey como Claire Bennett
- Rob Reiner como Jay
- Tom Riis Farrell como Rob
- Le Clanché du Rand como Barbara Rid
- Michael Badalucco como New York Taxi Dispatcher

## Estrenos
| País                                                                          | Fecha de estreno                  |
| ----------------------------------------------------------------------------- | --------------------------------- |
| Alemania                                                                      | Jueves 16 de septiembre de 1993   |
| Argentina                                                                     | Jueves 21 de octubre de 1993      |
| Australia                                                                     | Jueves 5 de agosto de 1993        |
| Austria                                                                       | Viernes 17 de septiembre de 1993  |
| Bélgica                                                                       | Miércoles 10 de noviembre de 1993 |
| Belice · Costa Rica · El Salvador · Guatemala · Honduras · Nicaragua · Panamá | Viernes 24 de septiembre de 1993  |
| Bolivia                                                                       | Martes 2 de noviembre de 1993     |
| Brasil                                                                        | Viernes 24 de septiembre de 1993  |
| Bulgaria                                                                      | Viernes 28 de enero de 1994       |
| Chile                                                                         | Jueves 23 de septiembre de 1993   |
| Colombia                                                                      | Jueves 16 de septiembre de 1993   |
| Corea del Sur                                                                 | Sábado 18 de diciembre de 1993    |
| Croacia                                                                       | Jueves 5 de mayo de 1994          |
| Dinamarca                                                                     | Viernes 24 de septiembre de 1993  |
| Ecuador                                                                       | Miércoles 20 de octubre de 1993   |
| Egipto                                                                        | Lunes 14 de febrero de 1994       |
| Eslovenia                                                                     | Jueves 17 de marzo de 1994        |
| España                                                                        | Viernes 12 de noviembre de 1993   |
| Estados Unidos · Canadá                                                       | Viernes 25 de junio de 1993       |
| Filipinas                                                                     | Miércoles 27 de octubre de 1993   |
| Finlandia                                                                     | Viernes 17 de septiembre de 1993  |
| Francia                                                                       | Miércoles 10 de noviembre de 1993 |

| País                         | Fecha de estreno                   |
| ---------------------------- | ---------------------------------- |
| Grecia                       | Viernes 19 de noviembre de 1993    |
| Hong Kong                    | Jueves 30 de septiembre de 1993    |
| Hungría                      | Jueves 21 de octubre de 1993       |
| India                        | Viernes 30 de septiembre de 1994   |
| Indonesia                    | Martes 30 de noviembre de 1993     |
| Israel                       | Viernes 3 de septiembre de 1993    |
| Italia                       | Viernes 8 de octubre de 1993       |
| Jamaica                      | Miércoles 29 de septiembre de 1993 |
| Japón                        | Sábado 11 de diciembre de 1993     |
| Líbano                       | Viernes 15 de octubre de 1993      |
| Malasia                      | Jueves 28 de octubre de 1993       |
| México                       | Viernes 22 de octubre de 1993      |
| Noruega                      | Viernes 10 de septiembre de 1993   |
| Nueva Zelanda                | Viernes 27 de agosto de 1993       |
| Países Bajos                 | Jueves 9 de diciembre de 1993      |
| Perú                         | Viernes 15 de octubre de 1993      |
| Polonia                      | Viernes 21 de enero de 1994        |
| Portugal                     | Viernes 19 de noviembre de 1993    |
| Reino Unido Irlanda          | Viernes 24 de septiembre de 1993   |
| República Checa · Eslovaquia | Jueves 11 de noviembre de 1993     |
| República Dominicana         | Jueves 14 de octubre de 1993       |
| Rumania                      | Viernes 14 de enero de 1994        |
| Singapur                     | Jueves 4 de noviembre de 1993      |
| Sudáfrica                    | Viernes 29 de octubre de 1993      |
| Suecia                       | Viernes 15 de octubre de 1993      |
| Suiza                        | Viernes 17 de septiembre de 1993   |
| Tailandia                    | Sábado 30 de octubre de 1993       |
| Taiwán                       | Sábado 18 de septiembre de 1993    |
| Turquía                      | Viernes 12 de noviembre de 1993    |
| Uruguay                      | Viernes 3 de diciembre de 1993     |
| Venezuela                    | Miércoles 6 de octubre de 1993     |